# Рокволл (округ, Техас)
Шаблон:StateAbbr_ 32°53′ пн. ш. 96°25′ зх. д. / 32.89° пн. ш. 96.41° зх. д.
Округ Рокволл (англ. Rockwall County) — округ (графство) у штаті Техас, США. Ідентифікатор округу 48397.

## Історія
Округ утворений 1873 року.

## Демографія
За даними перепису 2000 року загальне населення округу становило 43080 осіб, зокрема міського населення було 34316, а сільського — 8764. Серед мешканців округу чоловіків було 21626, а жінок — 21454. В окрузі було 14530 домогосподарств, 11977 родин, які мешкали в 15351 будинках. Середній розмір родини становив 3,23.
Віковий розподіл населення поданий у таблиці:
| Стать    | До 15 років | 15-21 | 22-29 | 30-39 | 40-49 | 50-65 | 65-85 | Понад 85 |
| -------- | ----------- | ----- | ----- | ----- | ----- | ----- | ----- | -------- |
| Чоловіки | 5662        | 2188  | 1688  | 3444  | 3700  | 3393  | 1439  | 112      |
| Жінки    | 5075        | 1903  | 1713  | 3635  | 3776  | 3217  | 1784  | 351      |

## Суміжні округи
- Коллін — північ
- Гант — схід
- Кофман — південь
- Даллас — захід

## Виноски
1. ↑  https://web.archive.org/web/20180216143221/http://publications.newberry.org/ahcbp/documents/TX_Individual_County_Chronologies.htm
2. ↑  U.S. Decennial Census. United States Census Bureau. Процитовано 9 травня 2015.
3. ↑  Texas Almanac: Population History of Counties from 1850–2010 (PDF). Texas Almanac. Процитовано 9 травня 2015.
4. ↑  State & County QuickFacts. United States Census Bureau. Архів оригіналу за 18 жовтня 2011. Процитовано 23 грудня 2013.(англ.) Наведено за англійською вікіпедією.
5. ↑  American FactFinder. Бюро перепису населення США. Архів оригіналу за 26 лютого 2012. Процитовано 31 січня 2008.

| США | Це незавершена стаття з географії США. Ви можете допомогти проєкту, виправивши або дописавши її. |